# Jhon Edison Mosquera Rebolledo
Jhon Édison Mosquera Rebolledo (* 8. května 1990 Cali), známý jako Jhon Mosquera, je kolumbijský profesionální fotbalista, který hraje na pozici levého křídelníka za český klub FK Dukla Praha.
Stal se prvním Kolumbijcem v 1. české lize. Mimo Kolumbii působil na klubové úrovni ve Španělsku a České republice.

## Klubová kariéra
Svoji fotbalovou kariéru začal v akademii Deportiva Cali, odkud ještě jako dorostenec odešel do Escuela Deportiva Deigo Barragan. V roce 2006 zamířil na své první zahraniční angažmá do španělského týmu CD Dénia, odkud po roce odešel do CD El Campello a následně zamířil do Villajoyosa CF. V roce 2011 podepsal kontrakt s FC Jove Español San Vicente. Poté se stal hráčem Hércules CF. V letech 2012–2013 hostoval v CD Alcoyano. V ročníku 2013/14 působil na hostování v Olímpicu de Xàtiva.

### Bohemians Praha 1905
Před sezonou 2014/15 zamířil na hostování do českého klubu Bohemians Praha 1905, stal se tak prvním Kolumbijcem v kádru českého prvoligového klubu. Angažmá mu doporučil španělský útočník Néstor Albiach Roger.
V 1. české lize debutoval 2. srpna 2014 proti 1. FC Slovácko (porážka 1:4). Premiérový ligový gól vstřelil 23. srpna 2014 v duelu s 1. FK Příbram, přispěl k výhře 3:2. V létě 2015 do klubu přestoupil.[zdroj?]

### Atlético Nacional
V létě 2016 se vrátil do Kolumbie, posílil klub Atlético Nacional.

### Bohemians Praha 1905
V únoru 2020 se vrátil do Ďolíčku. Dvěma góly rozhodl semifinále play-off o Evropu proti Slovácku. V létě 2020 mu vypršela smlouva. Souhlasil s podmínkami nové smlouvy, byl těsně před jejím podpisem. Pár desítek minut před přípravným utkáním z Chrudimí ale napsal vedení klubu SMS, že v klubu končí.

### FC Slovan Liberec
Po konci v Bohemians podepsal jako volný hráč s Libercem. Ve 29 zápasech nastřílel 5 gólů.

### FC Viktoria Plzeň
V červenci 2021 podepsal, opět jako volný hráč, smlouvu s FC Viktoria Plzeň.

### FK Dukla Praha
V lednu 2025 podepsal půlroční kontrakt na Dukle.